# Cana (lunfardo)

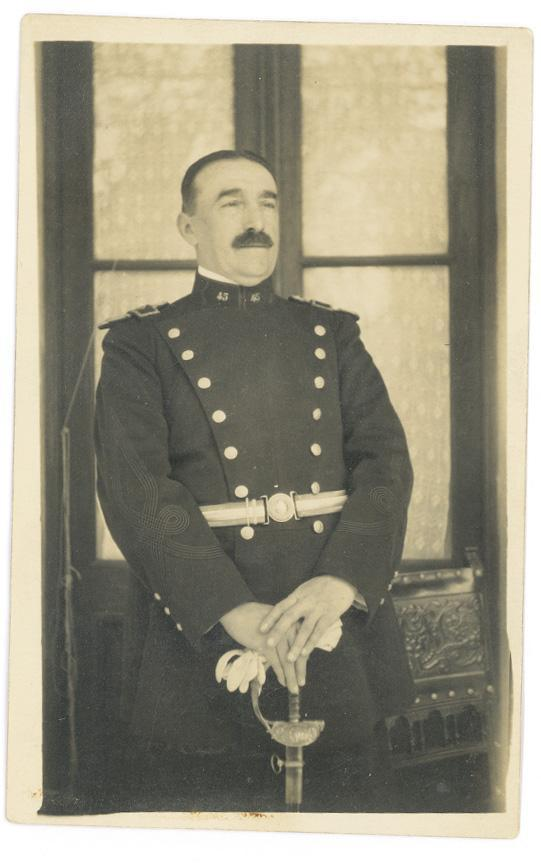
Fotografía de un comisario de policía de 1922.

La palabra cana es un lunfardismo que tiene el doble significado de policía y de cárcel. Tiene como derivado el verbo encanar y forma parte de algunas expresiones como «batir la cana», «araca la cana», «dar la cana», «mandar en cana», «caer en cana», «meter en cana» y «estar en cana». El término ha dado origen a varias hipótesis sobre su etimología.

## Teorías sobre su origen
La voz encanar aparece ya en el artículo Los Beduinos Urbanos de Benigno B. Lugones publicado el 17 de marzo de 1879:

El punguista que es encanado  (preso), estrila  (rabia) en los primeros momentos, protesta que es inocente, invoca las leyes y derechos constitucionales, se muestra soberbio y hasta insolente.

Una hipótesis es la que lo considera un galicismo derivado de la palabra canne que es la voz que en francés significa bastón, por el que en una época llevaban los agentes de policía.
Américo Castro consideraba que proviene de la expresión en italiano mettere in canna, que significa detener o encarcelar.
José Gobello desecha las interpretaciones que ven la palabra como una abreviatura de encanastar, por apresar y afirma que es un italianismo que derivaría del verbo incatenare –encadenar-, o del dialecto véneto incaenar, colocarle una correa a los perros.
También Ernesto Ferrero opina que deriva del italiano, pues a la policía en la ciudad de Verona le dicen canna –caña- por el color claro de sus uniformes.
Para Arnulfo Trejo, cana como sinónimo de cárcel es palabra usada en toda América Latina aludiendo al proceso de encanecimiento del cabello que sufren los presos mientras están encarcelados.
Algunas de las versiones pretenden fijar el origen en hechos posteriores a la fecha en que ya la usó Lugones. Eduardo Parise recoge una versión que indica que cuando en noviembre de 1888 se inauguró el Departamento de Policía en la manzana de la avenida Belgrano y las calles Luis Sáenz Peña, Moreno y Virrey Ceballos, en la zona había bañados que proporcionaban mimbres con los cuales algunos artesanos del lugar fabricaban canastas, entre otros artículos, dando lugar a la expresión «caído en canasta», por caer preso, y que eso derivó en «caer en cana». Otra hipótesis que cita es la que se funda en una aguafuerte en que Roberto Arlt cita a un comisario de apellido Racana, que perseguía a quienes jugaban al fútbol en la calle, cuya cercanía se alertaba con un «¡rajemos que viene Racana!», que derivó en que había que escapar de «la cana», aunque esta colaboración fue publicada en 1929.

## Sinónimos en lunfardo
En su acepción de policía de cualquier graduación la palabra cana tiene sinónimos en lunfardo: tira (por las jinetas del uniforme) y su inversión rati, yuta, cobani, término más bien despectivo, gorra, azules, bigote o botón, por el uniforme, entre otros.

## Palabras y expresiones derivadas
En el tango Corrientes y Esmeralda el poeta Celedonio Flores dice que es un verso canero, esto es, carcelario.
La expresión estar en cana, o sea, estar preso, se explica a sí misma. Otra expresión, batir la cana (que en realidad debiera ser batir a la cana, pero el uso dejó de lado la lógica) tiene el significado específico de delatar algo o alguien a la policía, pero también un uso general de denunciar o avisar a alguien de cualquier cosa. Mandar en cana se usa con el mismo significado anterior y también en el sentido de encarcelar. En cuanto a dar la cana, es sorprender a alguien en un delito. 
También existe la expresión Araca la cana, usada como voz de alarma usada tanto ante la aproximación de una autoridad como de cualquier otra persona de la cual se quiere advertir. «Araca la Cana» es, además, el nombre de una murga uruguaya, creada en 1934 por los canillitas de Paso Molino, un barrio de Montevideo. Araca la cana es también el título de un conocido tango que Enrique Delfino y Mario Rada compusieron en 1933.